# Mon ami le traître
Pour plus de détails, voir Fiche technique et Distribution.
Mon ami le traître est un film français réalisé par José Giovanni, sorti en 1988, avec Valérie Kaprisky et André Dussollier dans les rôles principaux.

## Synopsis
En 1944, Georges (Thierry Frémont), petit voyou qui a servi dans la police allemande, commence à craindre l'arrivée des FFI. Son frère, milicien bossu, se suicide au cyanure. À la Libération, sa petite amie (Valérie Kaprisky) intervient auprès d'un officier du Deuxième Bureau (André Dussollier), pour négocier son retournement. Pour se sauver, Georges offre donc ses services à l'officier du Deuxième Bureau, qui l'oblige à dénoncer les tortionnaires, les miliciens, les collaborateurs qu'il a rencontrés et à participer lui-même à l'épuration...

## Fiche technique
- Titre : Mon ami le traître
- Réalisation : José Giovanni, assisté de Bruno Chiche
- Scénario : Alphonse Boudard, José Giovanni (roman), Claude Sautet
- Photographie : Jean-Francis Gondre
- Musique : Jean-Marie Sénia
- Producteur : Alain Sarde
- Société de production : Sara Films
- Pays d'origine :  France
- Durée : 120 minutes
- Genre : drame, guerre
- Dates de sortie : 
  - France : 26 octobre 1988

## Distribution
- Valérie Kaprisky : Louise
- André Dussollier : Adrien Rove
- Thierry Frémont : Georges
- Steve Kalfa : Pellin
- Yves Kerboul : le colonel
- Philippe Dormoy : Le Bosco
- Michel Peyrelon : Ibrana
- Jean-Pierre Bernard : le capitaine
- Jean-Michel Noirey : Minsol
- Frédéric Ratel : Neuvole
- Dora Doll : Dora
- Jean-Pierre Sentier : La Glisse
- Jean-Jacques Moreau : Vilar, l'avocat
- Jean-Pierre Hutinet : le commissaire
- Pierre Leomy : le président
- Bernard Fontaine : Goetz
- Jacques Zabor : Dubois
- Gabriel Briand : Franz
- Gérard Castellani : l'agent de Fustange
- Denis Daniel : M. de Fustange
- Héloïse Mignot : Mme de Fustange
- Bradley Cole
- Anne Roumanoff

## Réception critique
À la sortie du film, Michel Braudeau écrit dans Le Monde du 29 octobre 1988, sous le titre « Mon ami le traitre de José Giovanni, en un combat douteux » : « On peut s'attrister de voir tous les résistants, gaullistes ou non, noyés dans le mensonge, la vilenie, alors que la compassion de l'auteur se porte essentiellement sur un petit salaud frimeur qui explique ainsi l'indulgence qu'il eut pour les caprices de son frère bossu : " Mon frère, ce qui l'excitait, c'était de voir souffrir les autres. Pour moi, la joie d'un infirme, ça n'a pas de prix." On peut tout comprendre, certes, mais on choisit ses sympathies.... Dussolier avait quelque motif de s'inquiéter : c'est indéniable, José Giovanni, metteur en scène de son propre roman, n'est ni Patrick Modiano ni Louis Malle. Mais il ne pouvait se douter qu'au-delà du désordre de la narration, du style téléfilm grandiloquent et filandreux, on aboutirait à un résultat aussi gênant.

## À noter
- Lino Ventura, gêné par le regard indulgent sur les collabos et le point de vue négatif sur les résistants et la Libération, refusa de tourner le rôle de l'officier du Deuxième Bureau ; cela motiva sa rupture définitive avec Giovanni. Bernard Giraudeau avait aussi refusé le rôle[1].[source insuffisante]
- Un soldat salue l'arme à la bretelle à la fin du film, sur le pont-levis du fort Saint-Nicolas : il s'agit d'une méconnaissance des codes dans l'armée française.